# Hamamelididae
Sous-classe
Classification APG II (2003)
Classification APG III (2009)
Les Hamamelididae sont une sous-classe de plantes Dicotylédones. 
En classification classique de Cronquist (1981), la sous-classe est divisée en 11 ordres :
- sous-classe Hamamelididae (Hamamelidae) :
  - ordre Casuarinales,
  - ordre Daphniphyllales,
  - ordre Didymelales,
  - ordre Eucommiales,
  - ordre Fagales,
  - ordre Hamamelidales,
  - ordre Juglandales,
  - ordre Leitneriales,
  - ordre Myricales,
  - ordre Trochodendrales,
  - ordre Urticales.

L'orthographe originale et très répandue de Cronquist (1981) est Hamamelidae. Selon l'Art 16 de l'ICBN l'orthographe correcte est Hamamelididae.
Attention, on peut trouver des sites pour lesquels Hamamelididae et Hamamelidae ne sont pas synonymes :
Selon ITIS :
- sous-classe Hamamelidae :
  - ordre Casuarinales,
  - ordre Fagales,
  - ordre Hamamelidales,
  - ordre Juglandales,
  - ordre Leitneriales,
  - ordre Myricales,
  - ordre Urticales ;
- sous-classe Hamamelididae :
  - ordre Daphniphyllales,
  - ordre Didymelales,
  - ordre Eucommiales,
  - ordre Trochodendrales.

En classification phylogénétique APG II (2003) et classification phylogénétique APG III (2009) cette sous-classe n'existe pas car elle constitue un groupe polyphylétique.